# ديال دموي

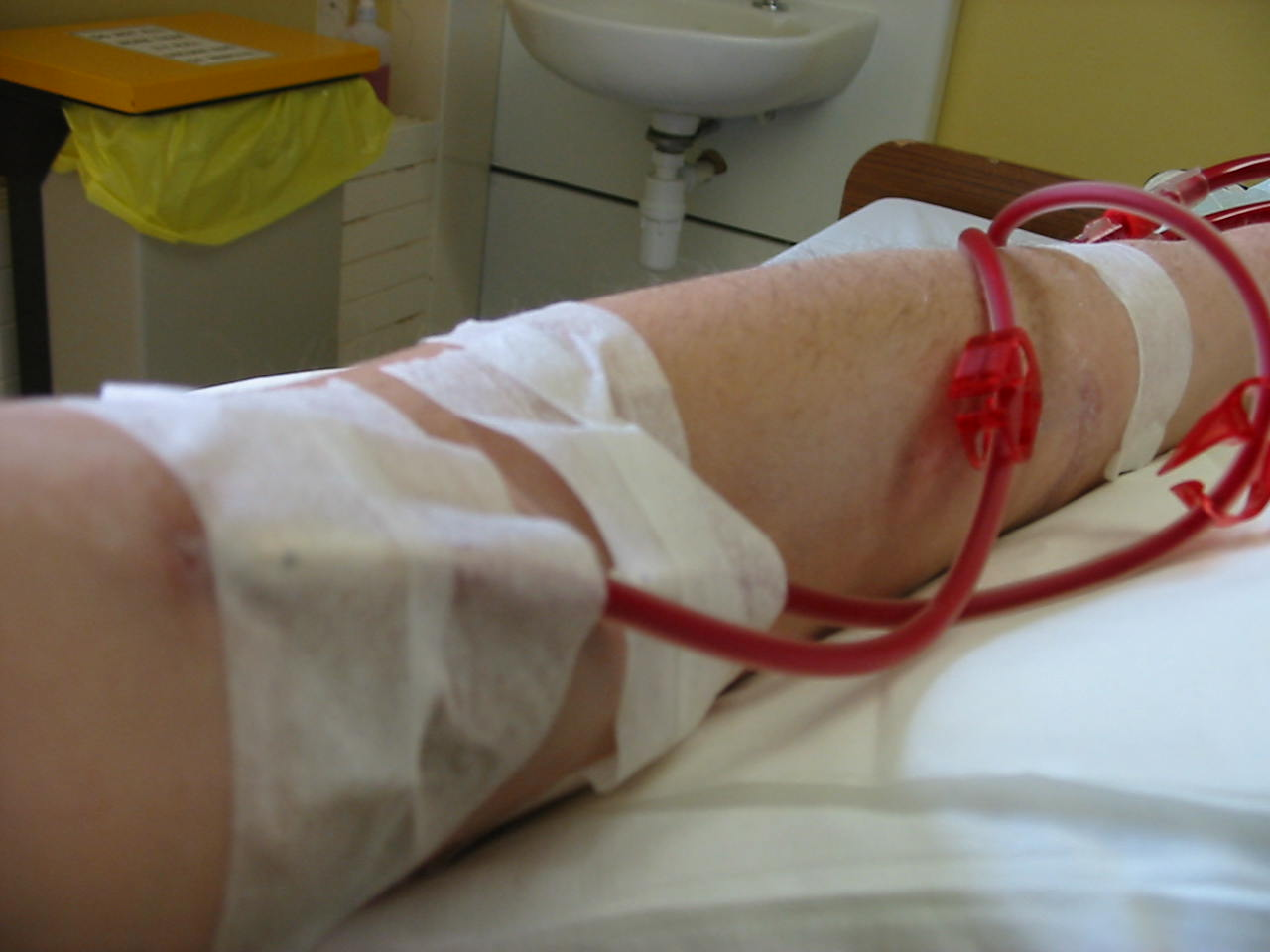
ديلزة دموية أثناء سيرها

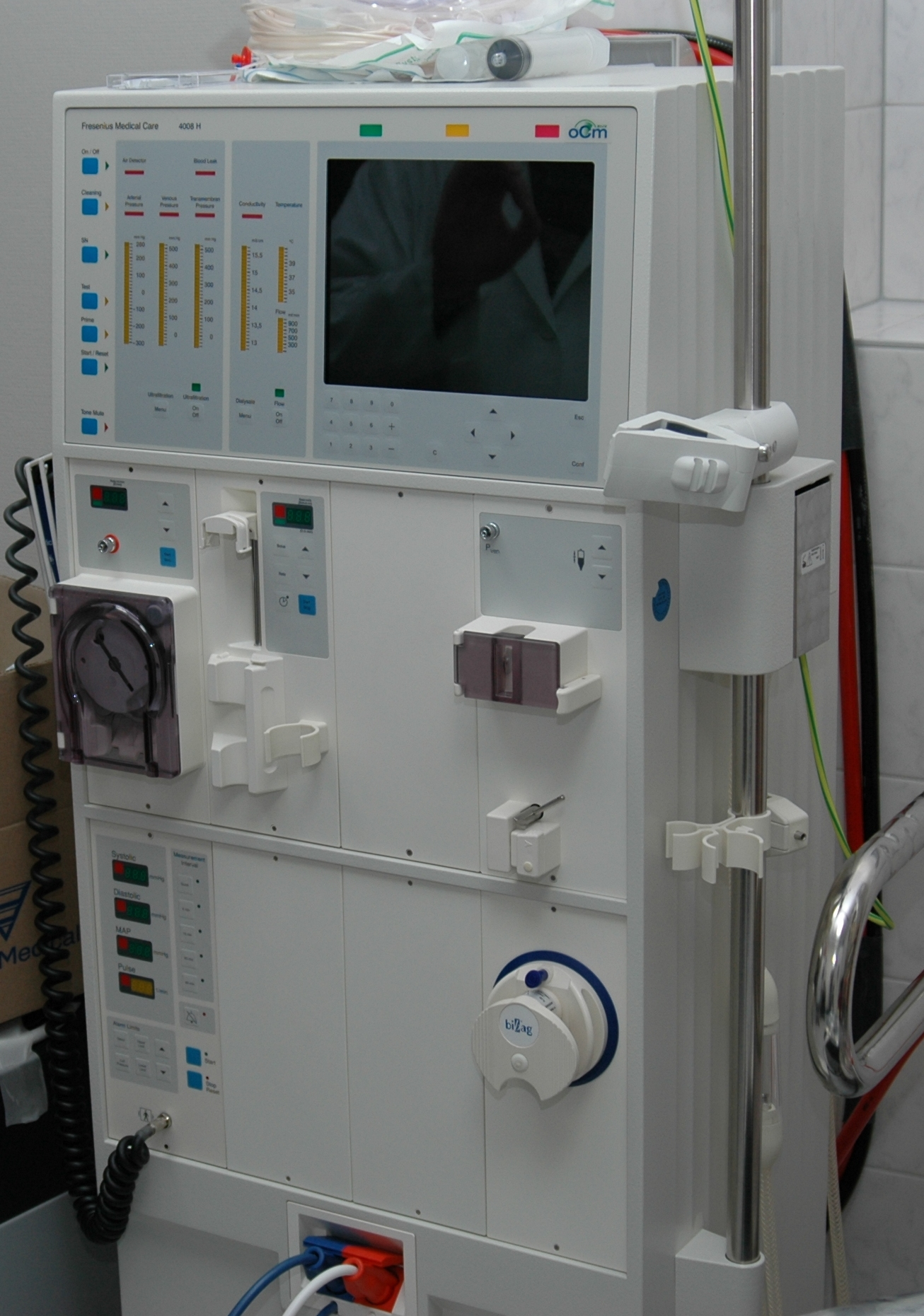
آلة الديلزة الدموية

الديلزة الدموية أو الديال الدموي أو تصفية الدم (بالعامية: غسيل الكلى) (بالإنجليزية:  hemodialysis)‏ هو أحد أنواع الديال الذي يهدف إلى إزالة الفضلات والمواد السامة من الجسم وتعويض فقدان عمل الكلى. عادة ما يخضع مرضى المرحلة النهائية من الفشل الكلوي (داءٌ كُلْوِيٌّ بالمَرْحَلَةِ النِّهَائِيَّة) إلى الديال الدموي بشكل منتظم. ويتم إما بإدخال المريض إلى المستشفى أو عبر زيارة وحدات غسيل الكلى في العيادات الخارجية. يتم الديل الدموي تحت إشراف أطباء وممرضين مختصين. وقد يخضع المريض في حالات نادرة إلى ديال في المنزل وذلك عند تعثر نقله إلى المستشفى.
أول عملية ديال دموي للبشر قام بها الدكتور الألماني جورج هاس في 28 فبراير 1924  وتم تصنيع أول آلة ديال دموي من قبل الطبيب الهولندي فيليم كولف بين عامي 1943 و1945.
يعتبر مرض السكري السبب الأول لوصول المرضى إلى المرحلة النهائية من الفشل الكلوي (داءٌ كُلْوِيٌّ بالمَرْحَلَةِ النِّهَائِيَّة) وبالتالي حاجتهم إلى الديال الدموي في سواء كانوا يعيشون في الدول النامية أو المتقدمة.

## مبدأ عمله
الديال الدموي -كما باقي أنواع الديال- يقوم على مبدأ انتشار الشوارد والترشيح المستدق للسوائل عبر غشاء نصف نفوذ، يتم الديال الدموي عبر الجريان المتعاكس حيث تجري الديالة في اتجاه معاكس لجريان الدم، يحافظ الجريان المتعاكس على أعلى فرق تركيز ممكن؛ الأمر الذي يحد من انتشار الشوارد والفضلات بسرعة.
يساهم الجريان المتعاكس في إخراج الماء الزائد في الجسم عبر استعمال فرق الضغط المائي بين الدم والديالة وذلك عبر تخفيض الضغط التي تجري الديالة به.
تقوم عملية الغسيل الكلوي )الديال) مقام الوظيفة الطبيعية للكلى عن طريق التخلص من الفضلات المتخلفة عن عملية الأيض (الاستقلاب) وعن طريق خاصية انتشار الجزيئات وتدرج الضغط الهيدروليكي وذلك باستخدام غشاء صناعي شبه منفذ (جهازالغسيل الكلوي أوالديال) أو غشاء طبيعي شبه منفذ (الغشاء البريتوني أو الصفاقي ) حيث يمكن مرور بعض الجزيئات ويتم حجز الجزيئات الأخرى من خلال تلك الأغشية، وتنتقل الجزيئات التي تمر من الغشاء من المنطقة ذات التركيز المرتفع إلى المناطق ذات التركيز المنخفض. ويعتبر السائل المستخدم في الغسيل الكلوي )الديال) مزيجاً من مياه معالجة وتركيزات معينة من أملاح معدنية متأينة. وقد تنطوي عملية الغسيل على مخاطر لكل من المرضى والأفراد القائمين على رعايتهم.
يتم إجراء عملية الغسيل الكلوي )الديال) بالاستعانة بوسيلتين أساسيتين هما: الغسيل الدموي )الديال الدموي) والغسيل البريتوني )الديال الصفاقي). ففي حالة الغسيل (الديال) الدموي يستخدم جهاز للتخلص من الفضلات الناتجة عن عملية الأيض. أما في حالة الغسيل البريتوني فيتم الاستعانة بالتجويف البريتوني والغشاء البريتوني للمريض لإجراء عملية الغسيل الكلوي.
تعتبر عملية الغسيل الكلوي )الديال) خطيرة بالنسبة للمريض حيث قد يؤدي اختراق أوردته وإدخال أجسام غريبة إلى جسمه إلى زيادة احتمال الإصابة بالعدوى. كما قد يتعرض المريض إلى الإصابة بالميكروبات الخارجية أو التسمم الداخلي الناشئ عن تلوث المياه المستخدمة في الإعداد لعملية الغسيل الكلوي. وقد يتعرض الشخص القائم على رعاية المريض بحكم مهنته للإصابة بالميكروبات الموجودة بدم المريض، حيث أن مرضى الغسيل الكلوي )الديال) تزداد بهم نسبة انتشار الأمراض التي تنتقل عن طريق الدم. وقد أدى إعادة استخدام السرنجات (المحاقن) وغير ذلك من القصور في عملية مكافحة العدوى إلى نقل فيروس الإيدز إلى 39 مريضاً في مركزين من مراكز الغسيل الكلوي )الديال) بمصر.
يساعد الغسيل )الديال) الدموي على التخلص من السموم والأملاح المعدنية المتأينة والسوائل وذلك عن طريق تدوير دم المريض من خلال جهاز غسيل )ديال) دموي (كلية صناعية)، ويخضع المرضى لعملية الغسيل الدموي ثلاث مرات أسبوعياً لمدة تتراوح بين ساعتين إلى ست ساعات. وتتمثل المكونات الرئيسية لعملية الغسيل الدموي في وصلة وريدية شريانية، ونظام لمعالجة المياه، وآخر لتوزيعها، ومحلول الغسيل الكلوي (لتنقية الدم ومكوناته)، وماكينات الغسيل وأنابيب مرور الدم.

### منافذ الدخول إلى الجهاز الدوري (الدوراني)
يتم الدخول إلى الجهاز الدوري (الدوراني) عن طريق بعض الوسائل مثل عمل تحويلات (مجازات) شريانية وريدية خارجية، أو ناسور وريدي شرياني داخلي، أو ناسور وريدي شرياني باستخدام الترقيع الجراحي للأوعية الدموية أوغير ذلك من أجهزة الدخول المؤقتة عبر الأوعية الدموية (استخدام أجهزة الوريد المركزي "عبر الوريد الوداجي أو الوريد تحت الترقوة").